# Enny Meunier
Pour les articles homonymes, voir Meunier.
Anna Maria Cornelia Josephine Mulder, dite Enny Meunier (née le 24 avril 1912 à Amsterdam et morte le 18 juin 1996  à La Haye) est une actrice néerlandaise. Elle fut l'épouse de Maurice van Nieuwenhuizen (nl), pionnier du Ju-jitsu et du judo.

## Filmographie partielle
- 1935 : Het mysterie van de Mondscheinsonate de Kurt Gerron